# Zhang Zuolin
Zhang Zuolin (kinesisk: 张作霖, pinyin: Zhāng Zuòlín, Wade-Giles: Chang Tso-lin; født 1873 i Haicheng i provinsen Liaoning i Kina, myrdet 4. juni 1928 i Mukden i Kina) var en kinesisk hærfører og politiker. Under sin livstid var han mest kendt som krigsherre i Manchuriet.
Zhangs ophav og tidlige barndom er hyllet i mørke; fødested og -år er omstridt af enkelte. Han fik ingen skolegang og gjorde sig først bemærket under den russisk-japanske krig 1904-05 som anfører af friskarer, som med japansk støtte bekæmpede russerne i Manchuriet. Efter freden i Portsmouth (New Hampshire) i 1905 trådte Zhang og hans mænd i kinesisk tjeneste, blev hastigt forfremmet militært og blev i forbindelse med Xinhai-revolutionen i 1911 militærguvernør i provinsen Fengtien med forvaltningssæde i Mukden.
Zhang tjente trofast under Yuan Shi-kai frem til den monarkiske bevægelses tilbageslag i 1916, da han forlod Yuans parti. Han bistod i 1917 Duan Qirui med at slå general Zhang Xuns monarkiske kupforsøg 1917 og styrede fra 1918 temmelig selvstændigt de tre manchuriske provinser Fengtian, Jilin og Heilungjiang med titel af højeste militærbefalingsmand. Zhang spillede en ret fremtrædende rolle under de stadige borgerkrige som leder af Fengtian-kliken. Således samvirkede han i 1920 med provinsguvernør Wu Peifu med at få bragt en ende på det Japan-allierede Anfu-klubbens magt over centralregeringen i Peking. Han kom der efter snart i konflikt med Wu Peifu – de krigedes mod hinanden særlig heftigt i 1922 og 1924 – og indsatte det sidstnævnte år, sammen med den fra Wu Peifu frafalne «kristne general» Feng Yuxiang, Duan Qirui til provisorisk præsident.
Under den senere del af 1920'erne bekæmpede Zhang energisk den sovjetiske indflydelse i Kina og stod en tid på temmelig venskabelig fod med Japan. Han havde heldt til i 1926, med bistand fra sin søn Zhang Xueliang, kaldet «den unge general», at gøre Feng Yuxiangs stilling i Peking uholdbar (denne begav sig da på «studierejse» til Rusland) samt at i Manchuriet undertrykke et farlig oprørsforsøg af en underordnet befalingsmand.
I juni 1926 okkuperede Zhang Peking og stillede sig i spidsen for det, som da formelt var Republikken Kinas internationalt anerkendte regering. Hans stilling i Nordkina blev imidlertid truet af Chiang Kai-sheks felttog i Nordkina, og i maj 1928 blev Zhangs Fengtian-hær tvunget til retræte mod hovedstaden. Den 3. juni forlod Zhang Peking med et tog, som den følgende dag blev udsat for et bombeattentat, da toget passerede jernbanestationen Huanggutun uden for Mukden. Zhang blev hårdt skadet og døde et par timer senere. Bag angrebet stod den japanske Guandonghær, som ved at rydde Zhang af vejen ville styrke den japanske indflydelse i det sydlige Manchuriet.
Zhang Xueliang overtog sin fars stilling og var Manchuriets krigsherre helt til Japan fordrev hans hær og skabte lydstaten Manchukuo.